# Error humano
 Error humano  es una expresión que indica que un suceso desfavorable está fuertemente condicionado por la actividad de las personas que participan directa o indirectamente en la realización y control de un proceso, a veces se puede atribuir a una mala praxis de las personas implicadas. Ha sido citado como una causa o factor influyente en catástrofes y accidentes en industrias tan diversas como: centrales nucleares (accidente de Chernóbil), aviación (error del piloto), exploración espacial (accidente del transbordador espacial Challenger), medicina (error médico) y construcción (Puente del Milenio de Londres).

## Categorías del error humano
Hay muchas maneras de catalogar el error humano:
- Por el origen del error:
  - Exógeno (el origen está en factores externos)
  - Endógeno (el origen está en la propia persona)
- Evaluación de la situación frente a planificación de la respuesta y distinciones relacionadas en:
  - Errores en la detección del problema.
  - Errores en el diagnóstico del problema.
  - Errores en la planificación y ejecución.
- Por nivel de análisis, por ejemplo, errores de percepción (por ejemplo, ilusiones ópticas), de cognición, de comunicación y de organización.

El estudio cognitivo del error humano es un campo de investigación muy activo, incluyendo tareas relacionadas con el límite de la memoria y atención así como estrategias de toma de decisiones. Estas estrategias pueden ser útiles y correctas, pero pueden inducir a pautas de error sistemáticas.

## Análisis y sistemas de clasificación de los factores humanos
Los análisis y sistemas de clasificación de los factores humanos fueron desarrollados inicialmente como un esquema para entender el error humano como una causa (motivo) de los accidentes de aviación. Está basado en los razonamientos del error humano en sistemas complejos. Los análisis y sistemas de clasificación de los factores humanos distinguen entre los "errores activos" de actos inseguros y los "errores latentes" de precondiciones para actos inseguros, supervisión insegura y algunas influencias de organización. Estas categorías fueron desarrolladas empíricamente basándose en diversos informes de accidentes de aviación.
Los actos inseguros fueron llevados a cabo por un operador humano "en la línea frontal" (por ejemplo: el piloto, el controlador aéreo, el conductor ...). Los actos inseguros pueden ser por errores (por ejemplo decisiones tomadas) o bien por violaciones (rutinarias o excepcionales). Los errores aquí son similares a los discutidos anteriormente. Las violaciones son el menosprecio de las normas y procedimientos. Como el nombre implica, las violaciones rutinarias son las que pasan habitualmente y son normalmente toleradas por las organizaciones o autoridades. Las violaciones excepcionales son inusuales y poco frecuentes. Por ejemplo conducir a 90 km/h en una zona limitada de velocidad a 80 km/h es una violación rutinaria pero conducir a 150 en la misma zona es excepcional.
Hay 2 tipos de precondiciones para actos inseguros: los que relacionan el estado interno de la persona operadora y los que relacionan las formas de trabajar de la persona operadora. Estados internos adversos incluyen aquellos que están relacionados con la fisiología (por ejemplo enfermedades) y estados mentales (por ejemplo fatiga mental, distracciones). Un tercer aspecto de estado interno es un desajuste entre las habilidades y las tareas solicitadas al operador. La falta de práctica es otro tipo de precondición para actos inseguros. Estos incluyen un equipo pobre de recursos de dirección (tareas como la de liderazgo y la comunicación) y un personal poco preparado.
4 tipos de supervisión insegura son: supervisión inadecuada, planear operaciones inapropiadas, errores al corregir problemas conocidos y la no supervisión.
Las influencias organizacionales incluyen aquellos recursos relacionados con la dirección (por ejemplo inadecuado personal o recursos de financiación) clima organizacional (estructuras, políticas y culturas) y procesos organizacionales (como procedimientos, calendarios).
Algunos investigadores han descubierto que la dicotomía de las acciones humanas como "correcto" o "incorrecto" es una perjudicial simplificación de un complejo fenómeno. Un punto de vista en la variedad de la actuación humana y en cómo las personas operadoras pueden lograr que la variabilidad pueda ser un acercamiento más provechoso. Además, como se dice más arriba, el concepto de resiliencia destaca la conducta positiva que los humanos pueden jugar en complejos sistemas.
¿Cómo se pueden controlar los errores humanos? Como se puede analizar la fiabilidad humana? Hay varias técnicas y procedimientos para llevar a cabo este control, que a continuación se exponen a continuación.

## Técnicas de análisis para la fiabilidad humana
Existen una variedad de métodos existentes para el análisis de la fiabilidad humana. Dos tipos de métodos son aquellos basados en la evaluación probabilística del riesgo (PRA, por sus siglas en inglés) y los basados en una teoría cognitiva de control.

### Técnicas basadas en PRA
Un método para analizar la fiabilidad humana es una extensión de la evaluación probabilística del riesgo (PRA): de la misma manera que un equipo puede fallar en una planta, también lo puede hacer un operador humano al cometer errores. En ambos casos, un análisis (descomposición funcional para el equipamiento y el análisis de tareas para humanos) articularía un nivel de detalle que permitiría asignar el fallo o la probabilidad de error. Esta idea básica está detrás de la técnica para la predicción de la tasa de error humano (Technique for Human Error Rate Prediction, THERP). THERP pretende generar la probabilidad de error humano que se incorporaría en un PRA. El Accident Sequence Evaluation Program (ASEP) es una forma simplificada del THERP; una herramienta computacional asociada es Simplified Human Error Analysis Code (SHEAN). Más recientemente, la Comisión Reguladora Nuclear de Estados Unidos ha publicado el Standardized Plant Analysis Risk (SPAR).

### Técnicas de control cognitivo
Erik Hollnagel ha desarrollado esta forma de pensar con su trabajo en la Contextual Control Model (COCOM) y el Cognitive Reliability and Error Analysis Method (CREAM). COCOM modela la actividad humana como una serie de métodos de control estratégicos (basados en planificación a largo plazo), tácticos (basados en procedimientos), oportunistas (basados en el contexto actual), y aleatorios, y propone un modelo de cómo se convierten las transiciones entre estos métodos de control. Este modelo de transición de métodos de control consiste en una serie de factores, incluyendo la estimación del resultado de una acción (éxito o fallo) por parte del operador humano, el tiempo que resta para cumplir la acción (adecuado o inadecuado), y el número de objetivos simultáneos del operador humano en ese momento. CREAM es un método de análisis basado en COCOM.

### Técnicas relacionadas
Las técnicas relacionadas en seguridad ingenieril y fiabilidad ingenieril incluyen el Modo de Fallo y el Análisis de consecuencias, HAZOP, Árbol de fallo y Systems Analysis Programs for Hands-on Integrated Reliability evaluation.